# كلوز أولسن
كلوز أولسن (بالدنماركية: Claus Olesen)‏ هو متسابق يخت دنماركي، ولد في 21 أغسطس 1974 في Galten, Denmark ‏ في الدنمارك.

## وصلات خارجية
- كلوز أولسن على موقع الاتحاد الدولي للملاحة الشراعية (موقع جديد) (الإنجليزية)
- كلوز أولسن على موقع اللجنة الأولمبية الدولية (الإنجليزية)
- كلوز أولسن على موقع أوليمبيديا (الإنجليزية)